# Noche de Iván Kupala

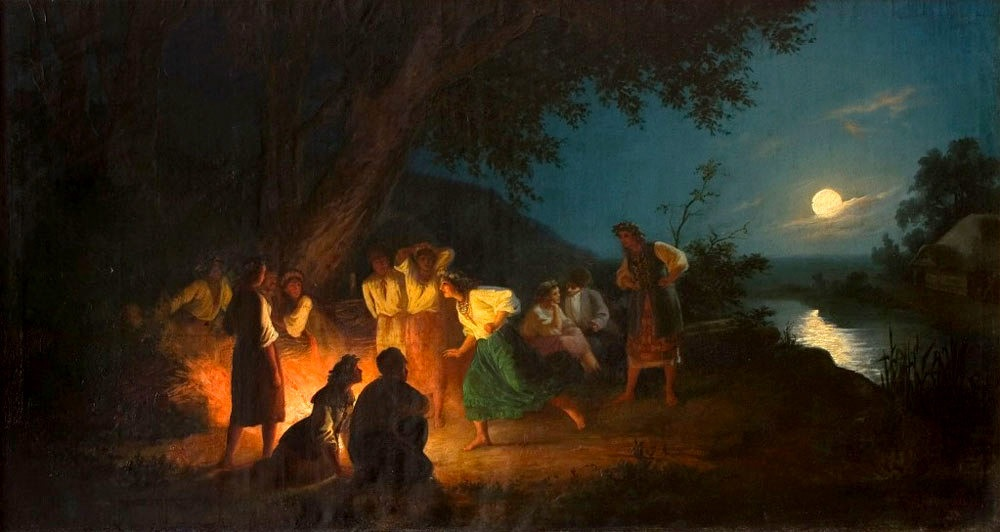
Noche de la víspera de Iván Kupala, por Henryk Hector Siemiradzki.

La noche de Iván Kupala (Noche de San Juan Bautista) (en ruso: Иван-Купала; en ucraniano: ніч Івана Купала; en bielorruso: Купалле; en polaco: Noc Kupały o Noc Świętojańska) se celebra en Polonia, Rusia, Bielorrusia, Ucrania, Moldavia y Rumania (Sanziene) frecuentemente el 6-7 de julio del calendario gregoriano, siendo el 23-24 de junio según el calendario del cristianismo ortodoxo, el calendario juliano. En lo que respecta al calendario, se contrapone a la fiesta de Koliadá del solsticio de invierno.
Algunos eruditos en mitología, como Sir James Frazer alegan que aquella fiesta de Kupala fue originalmente un rito pagano a la fertilidad aceptada después dentro del calendario del cristianismo ortodoxo. Hay equivalentes donde en otros lugares se celebran la noche de San Juan en el solsticio de verano incluyendo en la Europa Oriental.
De acuerdo con Vasmer, el nombre de este día festivo combina las palabras Иван (Iván) nombre eslavo para Juan Bautista y Купала (Baño) - al igual que el primer día del año cuando la iglesia aprobaba el bañarse y nadar en los ríos y lagunas. El término kupala también coincide con la tradición de Juan, bautizar personas sumergiéndolas por completo en el agua y, así mismo, con su título de bautizante.
La festividad sigue siendo celebrada con entusiasmo entre la juventud rusa. La noche precede a la noche de Tvorila considerada la noche de las travesuras (lo cual concierne en importancia a las fuerzas del orden). El propio día del Iván Kupala los niños hacen peleas de agua y realizar bromas la mayoría de casos sobre el agua purificadora para alguien. En algunas regiones, el día de Iván Kupala es considerado el primer día de la temporada de baños, cuando suben las temperaturas del agua en ríos y lagos.

## Folklore y creencias religiosas eslavas

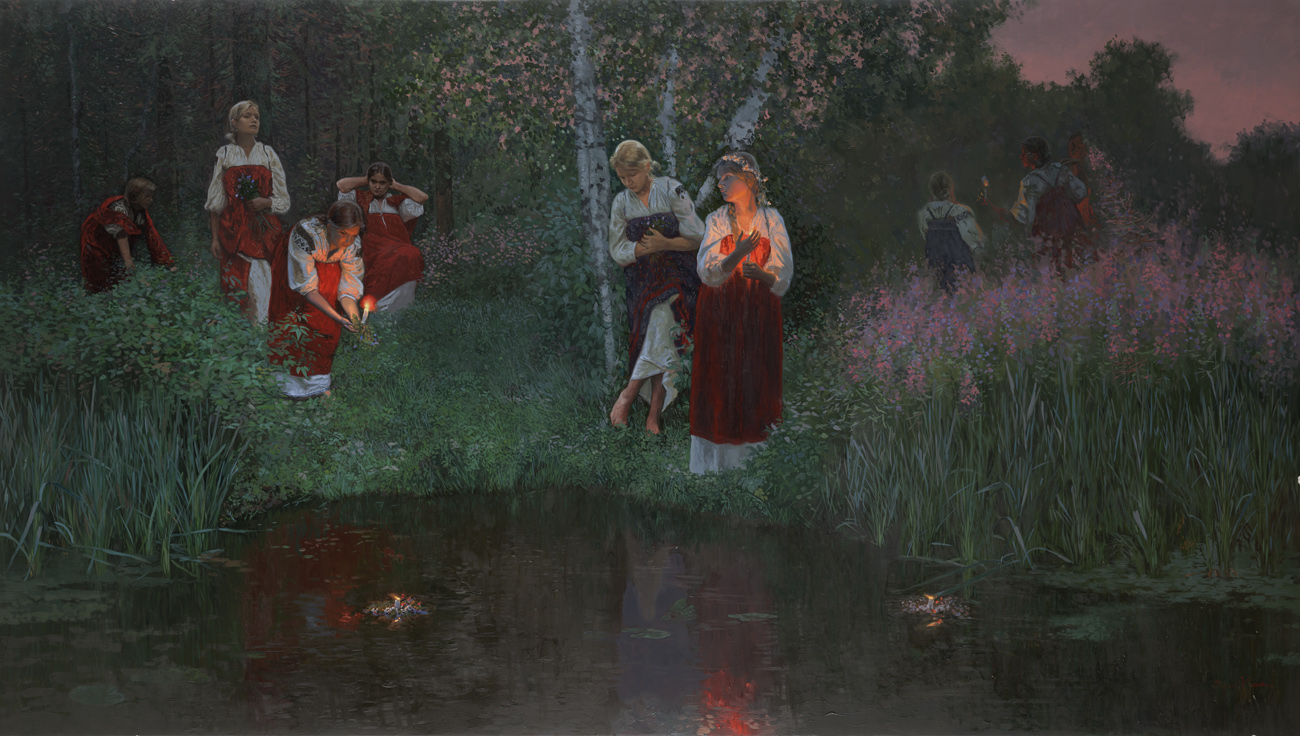
Simon Kozhin. Adivinación con coronas.

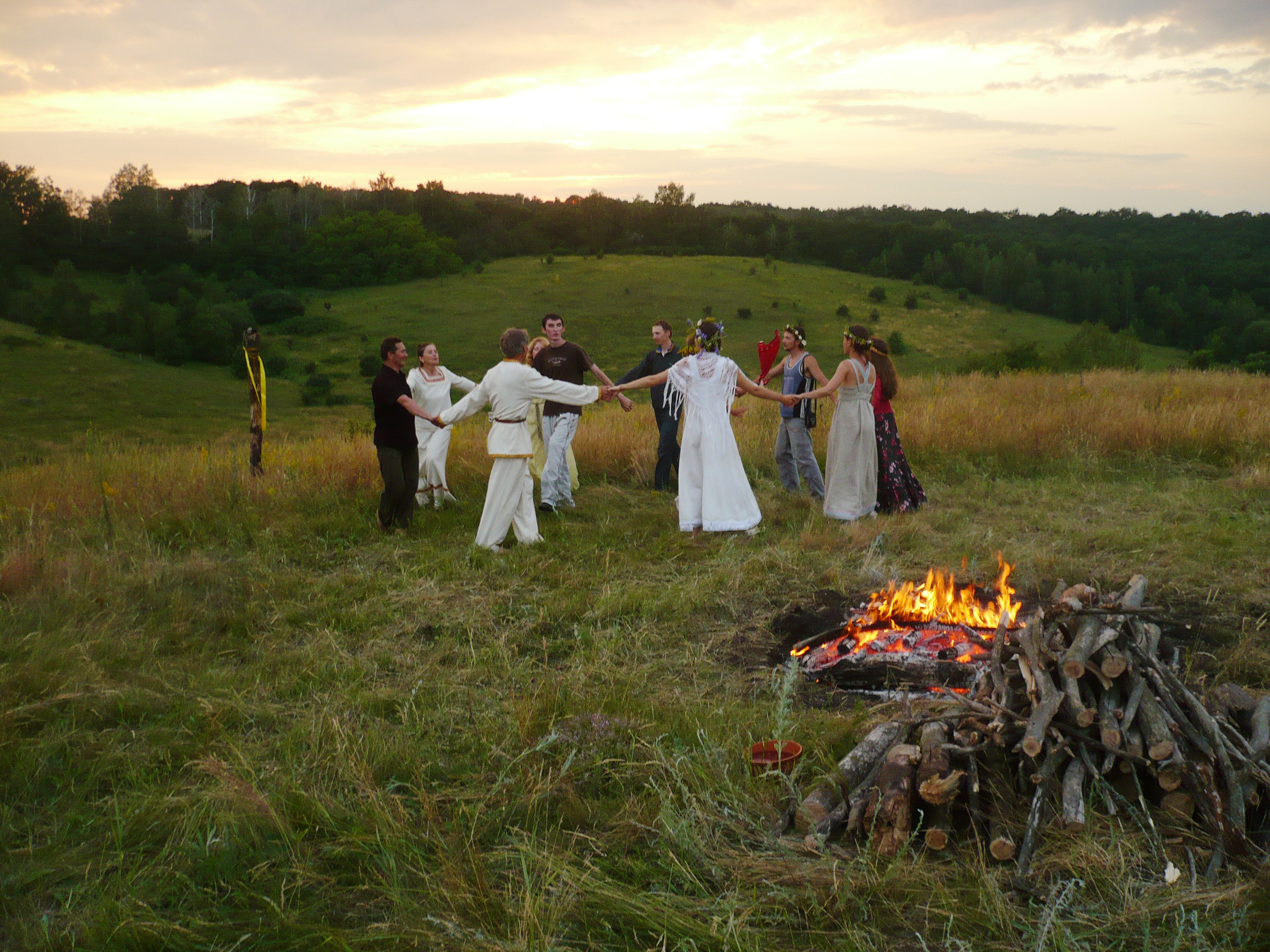
Noche de Iván Kupala en la óblast de Bélgorod. 2011

Muchos de los ritos relacionados con esta fiesta dentro de las creencias religiosas eslavas (los antiguos ritos de Kupala) están relacionadas con el papel del agua en la fertilidad y en la purificación ritual. En esta fiesta, los jóvenes saltan por encima de las llamas y las hogueras. Las chicas depositan coronas de flores que el río se lleva flotando, a menudo iluminadas con velas, con la intención de prever su suerte en las relaciones según el comportamiento de las flores al seguir la corriente del río. Los hombres intentan coger las coronas, con la esperanza de captar también así el interés de la mujer que depositó la corona.
Hay una antigua creencia relativa a esta fecha, que dice que la víspera de San Juan es el único día del año en que florecen los helechos y que la prosperidad, buena suerte, sabiduría y poder recaerán en quienquiera que halle una de estas flores. Así, en la Noche de San Juan, los jóvenes de los pueblos vagan por los bosques en búsqueda de hierbas mágicas y, en particular, de las elusivas flores de helecho. Siguiendo la tradición, las mujeres solteras, se ponían guirnaldas en sus cabellos, para después internarse en el bosque. A continuación les siguen los hombres solteros, siguiendo a la búsqueda de las hierbas y los helechos florecidos, lo que podría ser una analogía con el comienzo a una floreciente relación entre las parejas de dentro de los bosques, ya que los biólogos han señalado persistentemente que los helechos nunca han florecido y que jamás lo harán.
En la historia de Nikolái Gógol, La víspera de Iván Kupala, un joven encuentra el fabuloso helecho floreciente, por lo que es maldecido. El aquelarre de las brujas de Gógol en La víspera de Iván Kupala inspiró a Modest Músorgski para su Una noche en la árida montaña.